# Michał Skibniewski
Michał Albin Skibniewski – polski lekarz weterynarii, doktor habilitowany nauk weterynaryjnych, adiunkt w Szkole Głównej Gospodarstwa Wiejskiego w Warszawie, specjalista od anatomii zwierząt, anatomii prawidłowej i klinicznej zwierząt oraz toksykologii środowiskowej.

## Kariera naukowa
W 1997 roku na Wydziale Zootechnicznym Szkoły Głównej Gospodarstwa Wiejskiego w Warszawie uzyskał tytuł magistra inżyniera. W 2000 roku na Wydziale Medycyny Weterynaryjnej tej samej uczelni uzyskał tytuł lekarza weterynarii. W tym samym roku został zatrudniony na tejże uczelni, a w 2005 roku uzyskał na niej stopień doktora nauk weterynaryjnych na podstawie rozprawy pt. Cechy morfologiczne bydła domowego, Bos primigenius f. taurus, występującego w okresie średniowiecza na podstawie kostnych materiałów wykopaliskowych z terenu Polski, której promotorem był Henryk Kobryń. W 2019 roku ta sama uczelnia nadała mu stopień doktora habilitowanego nauk weterynaryjnych na podstawie pracy pt. Ocena zawartości wybranych metali biogennych oraz toksycznych w narządach wolno żyjących Cervidae w nawiązaniu do stanu zdrowia ich lokalnych populacji w Polsce oraz potencjalnego ryzyka dla konsumentów dziczyzny.